# Rudolf Reutter
Rudolf Reutter (* 28. März 1897 in Göttingen; † 8. August 1980 in Berlin) war deutscher SED-Funktionär.

## Leben
1945 wurde er stellvertretender Leiter der Polizeiverwaltung in Berlin-Zehlendorf. Von 1954 bis 1958 war er Leiter der Landwirtschaftsabteilung im Ausschuß für deutsche Einheit. Er erhielt 1972 den Vaterländischen Verdienstorden in Gold.

## Schriften (Auswahl)
- Was will die Vereinigung der gegenseitigen Bauernhilfe?. Berlin 1946.
- Großgrundbesitzerland wird wieder Bauernland. Weimar 1946.
- Die Bauernpolitik der SED. Berlin 1947.
- Das deutsche Ernährungsproblem, alte und neue Agrarpolitik. Berlin 1947.